# アンノ・ムンディ

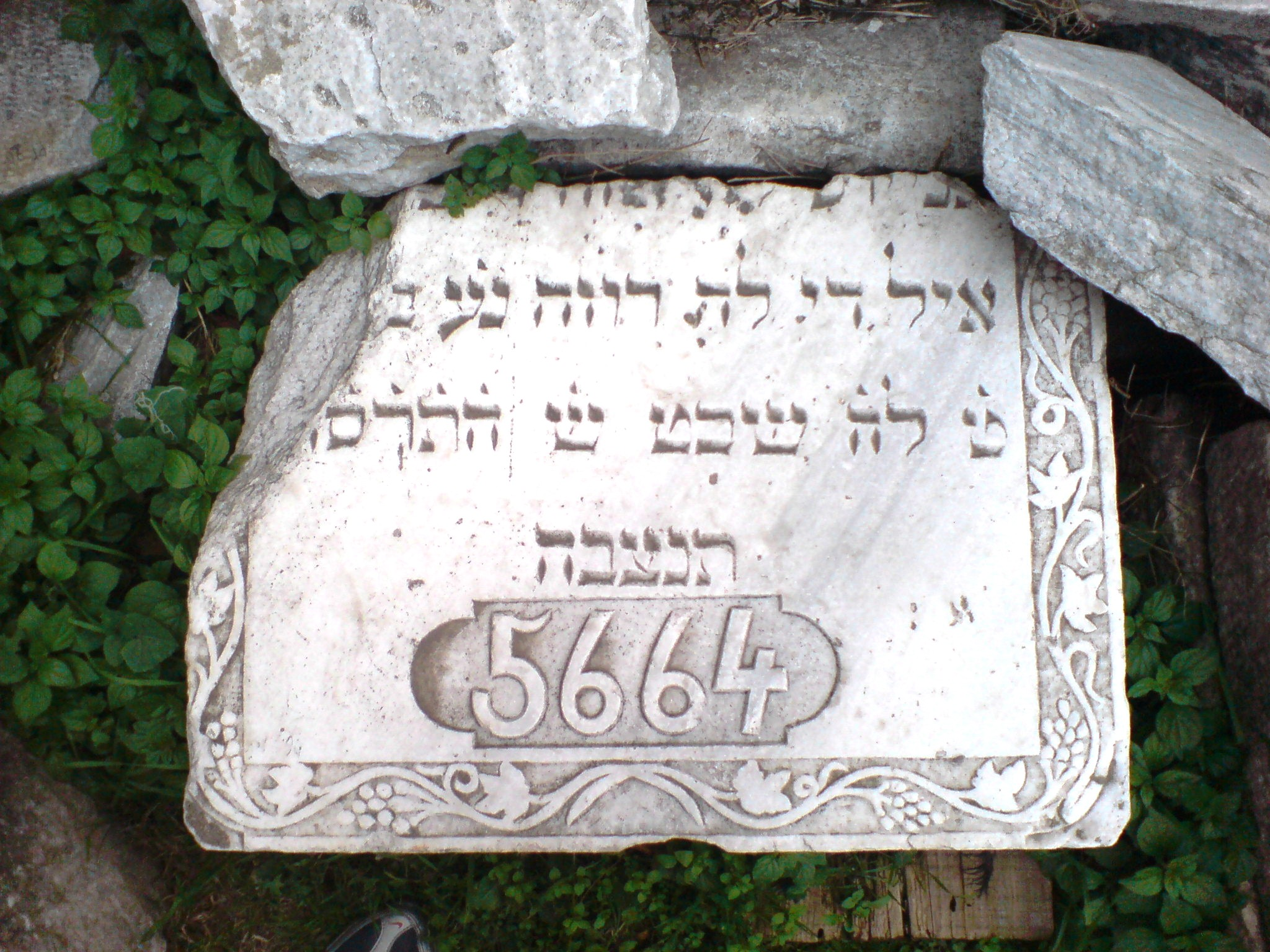
テッサロニキのロトンダ近くで見つかった、ユダヤ人の墓石。天地創造暦（アンノ・ムンディ）で年を表している。

アンノ・ムンディ（Anno Mundi、AM、ヘブライ語: לבריאת העולם）は、天地創造とその後の歴史に関する聖書の記述に基づく紀年法。 創世紀元（そうせいきげん）、宇宙創世紀元（うちゅうそうせいきげん）、あるいはユダヤ紀元（ユダヤきげん）、世界紀元（せかいきげん）ともいう。新年はティシュリーのローシュ・ハッシャーナーから開始する。 アンノ・ムンディ5783年（AM5783年）は、グレゴリオ暦の2022年9月25日の日没から始まった。